# Zun drei Bergen

Drei Bergen

Das Haus mit dem Namen Zun drei Bergen steht in der Stadt Schaffhausen (Schweiz) an der Unterstadt 44.
Es wurde vermutlich gegen Ende des 15. Jahrhunderts erbaut und war das Vaterhaus des Schaffhauser Reformators Sebastian Hofmeister (1494–1533).
Heute wird das Haus als Wohnhaus genutzt, es stehen vier Wohnungen zur Verfügung. Im Erdgeschoss befindet sich ein Goldschmiede-Atelier.